# Yohana Cobo
Yohana Cobo (Madrid, 12 de gener de 1985) és una actriu espanyola

## Trajectòria
Malgrat la seva joventut va assolir la fama el 2006 gràcies al seu paper a Volver, sota les ordes de Pedro Almodóvar. Tanmateix, va començar a treballar com a actriu quan era una nena participant amb papers episòdics en moltes de les sèries espanyoles de la dècada del 1990. El seu primer paper fix, tot i que secundari, fou a Hermanas, sèrie emesa per Telecinco el 1998, de la que es rodaren dues temporades i en la qual va coincidir amb Pilar Bardem, Ángela Molina, Chus Lampreave o Anabel Alonso entre d'altres.
En cinema, abans de Volver, destaca la seva participació en Sin noticias de Dios d'Agustín Díaz Yanes el 2001, on va coincidir amb Penélope Cruz, que interpreta la seva mare a la pel·lícula d'Almodóvar. També va participar en La vida mancha (2003), d'Enrique Urbizu, amb José Coronado o a El séptimo día (2004), de Carlos Saura entre d'altres.

## Filmografia

### Pel·lícules
- 2018 75 días
- 2009 - Tramontana Com a Rosa Campos de Amor.
- 2009 - Bullying Com a Ania.
- 2008 - Vlog Com a Helena.
- 2007 - Canciones de amor en Lolita's Club Com a Djasmina.
- 2007 - El monstruo del pozo Com a Ajo.
- 2006 - Arena en los bolsillos Com a Jeny.
- 2006 - Volver Com a Paula.
- 2005 - Fin de curso Com a Noa.
- 2004 - Seres queridos Com a Prostituta núm.2.
- 2004 - El séptimo día Com a Isabel Jiménez.
- 2004 - Las llaves de la independencia Com a Teresita.
- 2003 - La vida mancha Com a Sara.
- 2002 - Semana Santa Com a joves Santa Catalina.
- 2002 - La bailarina arriba Com a terrorista.
- 2001 - Sin noticias de Dios
- 2000 - Aunque tú no lo sepas Com a Ana.
- 1997 - Campeones

### Sèries de TV
- Farmacia de guardia Cap: "Para los amigos, Cuin" (1993).
- ¡Ay, Señor, Señor! Cap: "Aire puro" (1995) Com Azucena.
- Canguros Cap: "Cita a ciegas" (1996) Com Paula.
- Tres hijos para mí solo Cap: "El día después" (1996).
- Querido maestro 2 capítols (1997) Com Cristina.
- Hermanas 26 Capítols (1998-1999) Com Blanca.
- El último verano 1ª temporada (1999) Com Idoia.
- Manos a la obra 1 capítol: "De paso... torrijas" (1999)
- El comisario 2 Cap: "Silencio" i "Contigo" (2000) Com María.
- Hospital Central Cap: "Decisiones" (2002) Com Sonia.
- Javier ya no vive solo Cap: "Hechizos de amor" (2002).
- El comisario 2 Cap: "La hora del murciélago" i "Sangre" (2002).
- Código fuego Cap: "Despedidas" (2003) Com Almudena.
- El comisario Cap: "La casa de las meriendas" (2005) Com Natalia Moreno Hurtado.
- Los misterios de Laura Cap: "El misterio del vecindario perfecto" (2009) Com Begoña.
- Paquita Salas Cap: "El Secreto" (2018) Com ella mateixa
- Terror y feria (2019)

### Teatre
- El hombre del cuarto oscuro (2014)
- La regla del tres (2015)

## Premis
- 59è Festival Internacional de Cinema de Canes: Premi a la millor interpretació femenina (ex aequo amb la resta d'actrius de Volver)[3]